# Guemes-sziget

A sziget elhelyezkedése

A Guemes-sziget az USA Washington államának Skagit megyéjéhez tartozó sziget, amelyet José María Narváez felfedező nevezett el Juan Vicente de Güemesről, Új-Spanyolország alkirályáról. Itt fekszik Guemes település. A sziget délkeleti határán mágneses zavarokat észleltek; itt az iránytűk 14° eltérést is mutathatnak a helyes irányhoz képest.
A szigeten a 2010. évi népszámláláskor 689-en éltek.

## Története
A sziget a samish indiánok téli üdülőhelye volt; nyelvükön a terület neve „Qweng7qwengila7”, amelynek jelentése „sok kutya”. A huszadik század elejéig a samishok spiccre emlékeztető kutyafajtájának nagyobb populációja élt itt, ezért a területet „Kutyák szigetének” is nevezték. 1873-ban a szövetségi kormány döntése miatt az indiánok Guemesbe költöztek; mivel a területükön feküdt a sziget egyetlen meleg vizes forrása, szomszédaik elűzték őket.
A földdarabot Charles Wilkes, a Wilkes-expedíció vezetője James Lawrence tengerésztiszt után Lawrence-nek nevezte el, azonban 1847-ben Henry Kellett brit felfedező a Wilkes által adott neveket brit és spanyol elnevezésekre módosította.

## Népesség
A sziget népességének változása:

| 2000 | 605 |
| 2010 | 689 |

## Fordítás
- Ez a szócikk részben vagy egészben  a   Guemes Island című angol Wikipédia-szócikk ezen változatának fordításán alapul.  Az eredeti cikk szerkesztőit annak laptörténete sorolja fel. Ez a jelzés csupán a megfogalmazás eredetét és a szerzői jogokat jelzi, nem szolgál a cikkben szereplő információk forrásmegjelöléseként.